# Odieta
Odieta település Spanyolországban, Navarra autonóm közösségben. Odieta Juslapeña, Atez-Atetz, Ultzama, Anue, Oláibar és Ezcabarte községekkel határos. Lakosainak száma 378 fő (2024).

## Népesség
A település népessége az elmúlt években az alábbi módon változott:
| Lakosok száma | 318  | 333  | 339  | 338  | 353  | 364  | 362  | 362  | 367  | 378  |
|               | 2001 | 2004 | 2007 | 2009 | 2012 | 2014 | 2017 | 2019 | 2022 | 2024 |